# کژنگا
کژنگا (به لهستانی:  Krzynia) یک روستا در لهستان است که در گمینا دنبنگتسا کاشوبسکا واقع شده‌است.
 کژنگا  ۴۴ نفر جمعیت دارد.